# Helmut Janz
Helmut Werner Janz  (né le 11 avril 1934 à Gladbeck et mort le 19 novembre 2000 à Neu-Ulm) est un athlète allemand, spécialiste du 400 mètres haies. 

## Biographie
Il termine au pied du podium du 400 m haies lors des Jeux olympiques de 1960 à Rome, derrière les Américains Glenn Davis, Clifton Cushman et Dick Howard, mais il établit néanmoins un nouveau record d'Europe en 49 s 9, devenant le premier européen à descendre sous les 50 secondes.
Il remporte la médaille de bronze du 400 m haies lors des championnats d'Europe de 1962, à Belgrade, devancé par l'Italien Salvatore Morale et l'autre allemand Jörg Neumann.
Il remporte sept titres consécutifs de champion d'Allemagne de 1957 à 1963.

### Palmarès
| Date | Compétition           | Lieu     | Résultat | Épreuve     | Performance |
| ---- | --------------------- | -------- | -------- | ----------- | ----------- |
| 1960 | Jeux olympiques       | Rome     | 4e       | 400 m haies | 49 s 9      |
| 1962 | Championnats d'Europe | Belgrade | 3e       | 400 m haies | 50 s 5      |

### Records
| Épreuve     | Performance | Lieu | Date             |
| ----------- | ----------- | ---- | ---------------- |
| 400 m haies | 49 s 9      | Rome | 2 septembre 1960 |